# Yuppies - I giovani di successo
Yuppies - I giovani di successo è un film del 1986 diretto da Carlo Vanzina.
La pellicola, che ha per protagonisti Massimo Boldi, Jerry Calà, Christian De Sica ed Ezio Greggio, venne realizzata sull'onda dello yuppismo, fenomeno di costume proliferante negli anni 80 del XX secolo.
Alla sua uscita ottenne un buon successo di pubblico ma non il plauso della critica; ciò nonostante, pur se recepito come un'opera leggera e dall'intento prettamente satirico, a posteriori è emerso tra i film che meglio hanno saputo ritrarre le atmosfere della Milano da bere.

## Trama

I quattro protagonisti del film durante una pausa sul set; da sinistra: Ezio Greggio (Willy), Jerry Calà (Giacomo), Massimo Boldi (Lorenzo) e Christian De Sica (Sandro).

Nella Milano di metà anni 80 quattro giovani e rampanti yuppie, Willy, Giacomo, Lorenzo e Sandro, vivono le loro giornate nel mito dei grandi nomi della finanza, alla costante ricerca del successo sociale ed economico.
Willy è il co-proprietario di un autosalone oltreché un playboy impenitente; frequenta Amanda, la figlia diciassettenne di un visconte, ma in attesa che la ragazza gli si conceda non disdegna avventure con altre donne, tra cui la quarantenne Françoise. Giacomo è un pubblicitario che cerca di conquistare la bella redattrice Margherita, ritrovandosi tuttavia sempre ostacolato dal suo direttore che, dietro la ripetuta promessa di una promozione, lo sfrutta come complice per le sue scappatelle. Lorenzo è un notaio che lavora nello studio del suocero; sebbene sia la persona più seria e tranquilla del gruppo viene spinto al tradimento da Sandro, dentista fedifrago sempre alla ricerca di occasioni, e che, approfittando del fatto che le rispettive consorti sono partite con i figli per una vacanza, convince l'amico a gettarsi in un'avventura extraconiugale con Virginia, la sua timida segretaria da sempre innamorata di lui.
La situazione ben presto degenera. Willy, invitato a conoscere i genitori di Amanda durante un fine settimana in montagna, qui scopre che la madre della ragazza è proprio Françoise, che gli intima di lasciar perdere la figlia salvo poi scoprire che questa è rimasta incinta in una delle sue tante e insospettabili frequentazioni. Giacomo ottiene la tanto agognata promozione, ma rinuncia a tutto quando si rifiuta di combinare un incontro tra Margherita e un ricco cliente dell'agenzia. Lorenzo, travolto dalla tresca con Virginia, sempre su consiglio di Sandro spinge il suocero a licenziarla; ma quando la donna minaccia per questo il suicidio, il notaio si ritrova costretto a vuotare il sacco. Lo stesso Sandro, infine, scopre suo malgrado che anche la moglie lo ha più volte tradito alle sue spalle.
I quattro amici si ritrovano quindi a Cortina d'Ampezzo per festeggiare la fine dell'anno – Willy con una nuova fiamma, Giacomo finalmente con la sua Margherita e l'insospettabile Lorenzo con varie accompagnatrici, che "spartirà" con un Sandro ora single e depresso –, all'apparenza atteggiandosi ancora a yuppie incalliti, salvo gettare la maschera con una grande litigata per il conto del ristorante.

## Produzione

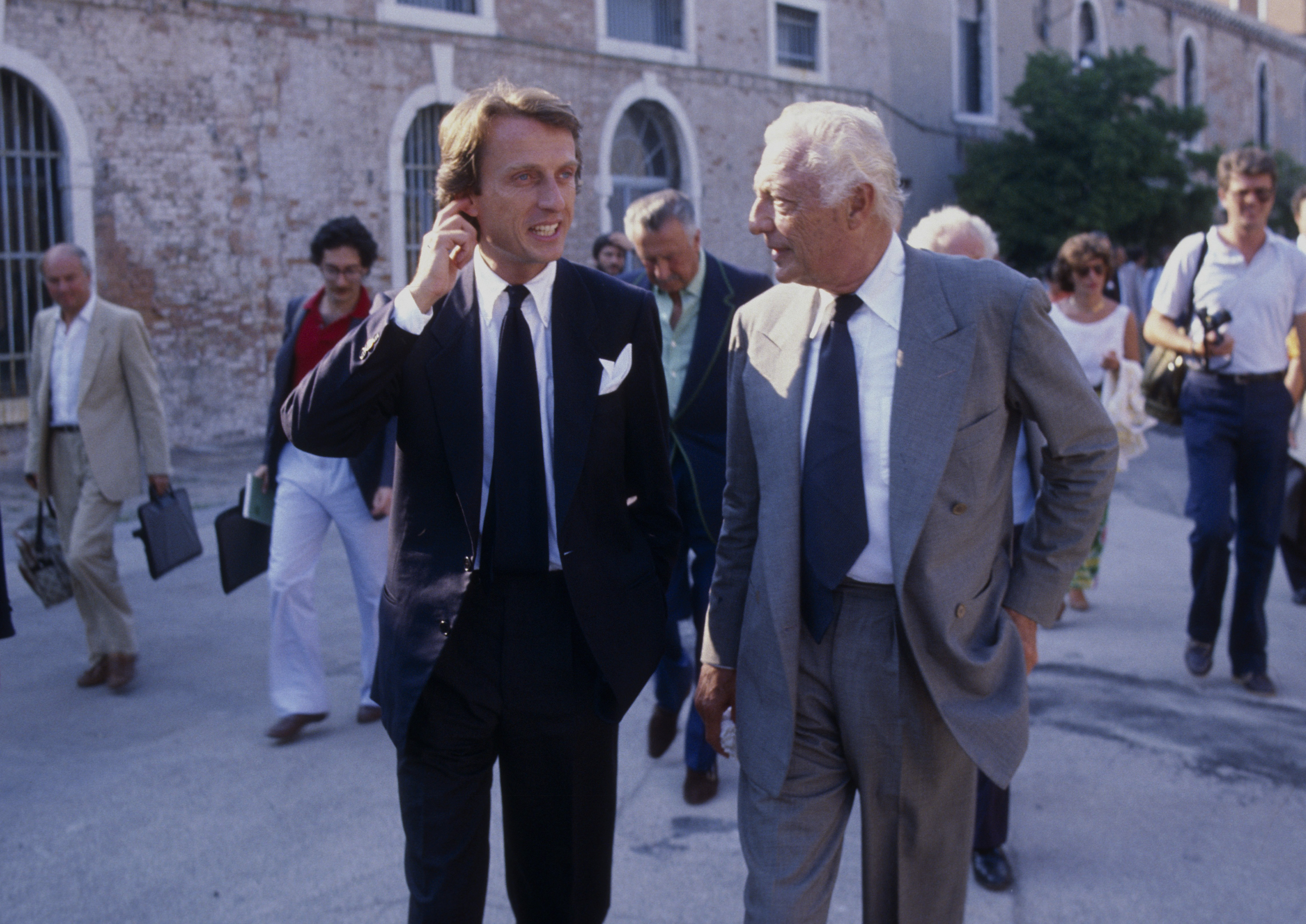
Da sinistra: Luca Cordero di Montezemolo e Gianni Agnelli (qui nel 1985) furono tra le icone dello yuppismo italiano: è così anche per i protagonisti del film, che, in particolare, riprendono il vezzo dell'Avvocato d'indossare l'orologio sopra la camicia.

Yuppies vuole trattare con i toni della «commedia di costume», se non dello stereotipo, attraverso tic, manie e comportamenti – vedi «l'orologio sul polsino perché sa che lo fa l'avvocato Agnelli [...] l'easy listening che esce da un compact disc [...] una partita a squash giocata con gli amici» –, una sorta di fenomenologia degli yuppie, ovvero giovani "rampanti" che nelle metropoli del mondo occidentale e capitalista degli anni 80 trovarono velocemente una realizzazione sociale attraverso la propria professione (spesso nel campo della finanza), la ricchezza da essa derivata e l'ostentazione di vari e talvolta effimeri status symbol del tempo; come ebbe a sintetizzare lo sceneggiatore Enrico Vanzina, «gli yuppies [...] nel loro lavoro sono bravi, efficienti, preparati. È nel tempo libero, che sono buffi».
Inizialmente pensato come un progetto vicino ai toni del Grande freddo (1983) di Lawrence Kasdan, in seguito i fratelli Vanzina virarono verso un'opera più leggera e ispirata ai capisaldi della commedia all'italiana, Il sorpasso (1962) e C'eravamo tanto amati (1974) su tutti, ma che tuttavia sapesse come di «sberleffo» verso quegli anni 80 non ancora giunti al termine: una pellicola nata come parodia, scritta come fosse un articolo d'attualità e resa su celluloide per essere soprattutto divertente ma anche, eventualmente, portare a una riflessione.
Ideato praticamente in contemporanea con l'esplosione italiana di un fenomeno appena importato dagli Stati Uniti d'America – tanto che il produttore Aurelio De Laurentiis, ritenendo poco comprensibile al grande pubblico il semplice titolo Yuppies partorito dai Vanzina, pretese di aggiungere il sottotitolo I giovani di successo –, questo instant movie pone attenzione sui lati meno edificanti dello yuppismo del bel paese, con una generazione di ventenni e trentenni epigoni dei loro «arrembanti e arroganti» cugini d'oltreoceano, all'ossessiva ricerca del successo a tutti i costi, spesso limitandosi a scimmiottare i modi e lo stile di Gianni Agnelli, Carlo De Benedetti e Luca Cordero di Montezemolo – quest'ultimo «il loro modello [...] perché ha classe, ricchezza, potere e piace pure alle donne. I nostri quattro protagonisti non hanno niente di tutto questo, ma gli piacerebbe tanto raggiungerlo» –, e pertanto incapaci di rendersi conto del loro scadere nel ridicolo: «è proprio questo loro aspetto patetico che mi interessa: si sentono così importanti, vanno nei posti più alla moda, girano con Capital sotto il braccio e poi litigano per decidere chi deve pagare il conto al ristorante», riassunse il regista Carlo Vanzina.

### Cast

De Sica e Boldi sul set di Yuppies, dove nacque quella coppia comica che in seguito, tra gli anni 90 e 2000, porterà al successo la serie dei cinepanettoni.

La pellicola si struttura in tre sottotrame che, intrecciandosi tra loro, vanno a sciorinare il racconto generale. Il quartetto di protagonisti è formato da un mix tra elementi all'epoca legati ai lavori dei fratelli Vanzina, vedi Jerry Calà e Christian De Sica già assieme negli anni addietro in Sapore di mare e Vacanze di Natale (1983) oltreché Vacanze in America (1984), e facce note soprattutto al pubblico televisivo come due tra i mattatori del Drive In che all'epoca andava per la maggiore, ovvero Massimo Boldi, pure non a digiuno di esperienze sul grande schermo, ed Ezio Greggio, appena salito alla ribalta nonché di ritorno nelle sale dopo l'autoprodotto Sbamm! (1980) che era passato quasi inosservato al botteghino.
In fase di pre-produzione i primi a essere scritturati furono Boldi, Calà e Greggio, mentre per completare il cast solo in seconda battuta venne fuori il nome di De Sica, suggerito dagli amici Boldi e Carlo Vanzina – «entrambi eravamo convinti che sarebbe stato perfetto per il ruolo», sottolineerà a posteriori lo stesso Boldi –, e ingaggiato dopo aver fugato le iniziali remore sul suo conto del produttore Aurelio De Laurentiis. Ne scaturì un quartetto molto affiatato, in quanto legato dall'amicizia anche nella vita privata, e in cui, come ricorderà anni dopo Calà, «si lavora[va] benissimo, a patto di arrivare sul set "armati". Di battute intendo, perché con attori svegli come loro si inventava e si improvvisava in continuazione».
Quanto ai partner di scena, Calà è affiancato da un affezionato della filmografia vanziniana nonché un collega con cui «c'era un'intesa automatica nella recitazione», il caratterista Guido Nicheli, il quale nei panni di un invadente datore di lavoro ripropone la sua storica maschera del cumenda meneghino; un copione tutt'altro che nuovo, nella filmografia di Calà: «abbiamo spesso lavorato insieme [...] e lui era sempre quello che stava sopra di me, il mio spauracchio, il mio superiore, il cumenda che pretende». Come presenza femminile, ad affiancare Calà c'è invece l'ex Miss Italia Federica Moro, al tempo tra i volti più freschi del cinema italiano e qui nei panni di un irraggiungibile interesse amoroso, con la quale tuttavia l'attore mal convisse sul set: «iniziammo molto male [per via di una gaffe di Calà in sala trucco il primo giorno di riprese, ndr], credo di non esserle mai stato molto simpatico». Greggio è invece alle prese con una già affermata Corinne Cléry, nella finzione un'annoiata signora dell'aristocrazia milanese e madre dell'esordiente Sharon Gusberti, diciassettenne lolita.
Recitano in tandem De Sica, l'unico protagonista non supportato da comprimari, e Boldi, costui circondato in scena dal suocero e datore di lavoro Ugo Bologna, dalla segretaria Valeria D'Obici, dal cameriere Isaac George, quest'ultimo un altro volto del Drive In, e dalla consorte Jinny Steffan. Fu grazie a questo film che, per la prima volta, si formò davanti alla cinepresa la coppia comica Boldi-De Sica (l'anno prima i due avevano preso parte al cast corale de I pompieri, senza tuttavia interagire assieme in scena), dando il la a un sodalizio che farà la fortuna del filone cinepanettoniano nel ventennio a seguire: «fu in quel momento che ci rendemmo conto che i nostri due caratteri, insieme, erano perfetti» e che «Yuppies [...] è stato un vero e proprio trampolino di lancio, il punto di partenza che ha dato il via al nostro duraturo e proficuo sodalizio lavorativo», spiegherà negli anni seguenti Boldi.
Ruoli minori, infine, per Renzo Marignano e Sergio Vastano, quest'ultimo l'ennesimo prestito dal Drive In, nei panni del nobile marito della Cléry il primo, e di un commissario di polizia dalle spiccate origini calabresi il secondo.

### Riprese

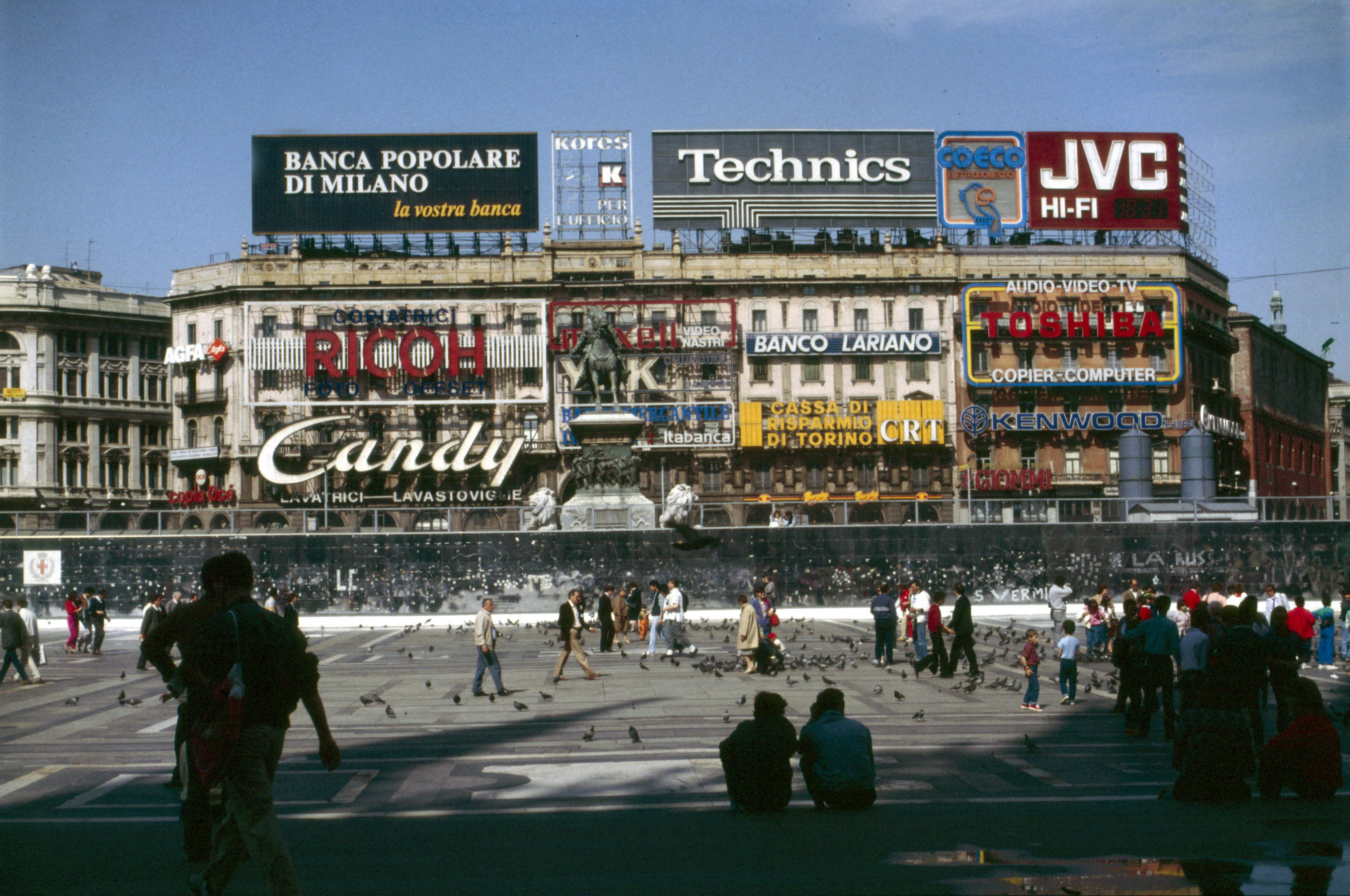
La Milano da bere degli anni 80 (qui esemplificata nelle storiche "luminose" pubblicitarie di piazza del Duomo), così come accadeva nella realtà del tempo, anche nella pellicola fece da sfondo alle vicende degli yuppie.

Realizzata nella seconda parte del 1985, nell'arco di sette settimane e con un budget di circa 3 miliardi di lire dell'epoca, la pellicola ha come sua location principale quello che fu «il regno dello yuppismo nostrano», la città di Milano, dove venne girata la gran parte degli esterni – in luoghi-simbolo per gli yuppie come il teatro Manzoni, piazza San Babila e la stazione Centrale – e degli interni. In questo senso Yuppies andò a inserirsi in una cornice, quella dei cosiddetti "Milanodabere-movies", che lungo tutti gli anni 80 mostrò al cinema un capoluogo lombardo in pieno cambiamento e che, lasciatosi alle spalle gli anni di piombo e del riflusso, con il boom della moda italiana e l'arrivo di una nuova classe imprenditoriale andava definitivamente trasformandosi da polo industriale a capitale del terziario; un filo conduttore che i Vanzina avevano già toccato con Sotto il vestito niente (1985) e che approfondiranno ancor più da vicino con Via Montenapoleone (1987).
Unica eccezione a questo palcoscenico meneghino, sul finire dell'anno Cortina d'Ampezzo ospitò le riprese di alcune sequenze dell'episodio di Willy nonché del breve epilogo del film, ambientate per l'appunto sulle Dolomiti, più precisamente nelle località di Peziè e Rumerlo.

## Colonna sonora
Le musiche originali di Yuppies, prettamente strumentali, sono composte da Detto Mariano. Per il resto, il film annovera una tracklist formata dalle canzoni disco e pop di maggior successo del periodo: Duel dei Propaganda e Live Is Life degli Opus sono i brani che accompagnano, rispettivamente, i titoli di testa e di coda, affiancate nel corso della pellicola da Exotic and Erotic di Sandy Marton, Cheri, Cheri Lady dei Modern Talking, More Than I Can Bear dei Matt Bianco, I Was Born to Love You di Freddie Mercury e It's So Easy di Valerie Dore.

## Promozione
Data la novità del fenomeno yuppista in Italia, nel trailer della pellicola fu inserita una voce fuori campo deputata a spiegare didascalicamente al pubblico, anche con un linguaggio in qualche modo afferente alla contemporanea sottocultura paninara, il contesto generale dell'opera:

## Distribuzione
Il film è stato distribuito nei cinema italiani a partire dal marzo 1986.

### Edizioni home video
Il 1º aprile 2008 il film è stato distribuito in home video da Filmauro e DNC Entertainment in edizione DVD, in formato widescreen e con audio Dolby Digital 5.1 in italiano.

## Accoglienza

### Incassi
Yuppies riscontrò un buon successo presso il pubblico, con un incasso totale di circa 7 miliardi e 800 milioni di lire dell'epoca, che ne fecero il 18º film (6º italiano) più visto al botteghino dell'annata cinematografica italiana 1985-1986.

### Critica

Tra le critiche maggiori rivolte al film, ci fu quella di una comicità più adatta alla televisione commerciale che non al cinema, rifacendosi fin troppo a quel Drive In (1983-1988) da cui vennero presi a prestito vari elementi, Boldi e Greggio su tutti.

L'opera non riuscì a ottenere il plauso della critica, pressoché concorde nel bollarla come una spenta pochade che mal mescolò l'idea della satira di costume con un certo linguaggio afferente alla televisione commerciale italiana degli anni 80. A detta dei Vanzina, Yuppies «è un'operazione vecchia come la commedia all'italiana: prendere dei prototipi del costume nazionale e costruirgli intorno un film-istantanea, nel quale tra qualche anno magari ci si possa anche riconoscere con un sorriso» ma, a conti fatti, per la Repubblica «si respira spesso un'atmosfera da "Canale 5"». Ben più tranchant fu Paolo Mereghetti, il quale stroncò Yuppies definendolo «tra i film più volgari e nocivi del decennio».
Nello specifico, nota di demerito venne posta sullo sviluppo dei quattro protagonisti, una combriccola che pesca un po' dai Vitelloni e un po' da Amici miei, sì divertenti ma ritenuti poco attinenti alla figura dei cosiddetti Young Urban Professional, sia fisicamente sia caratterialmente. In senso più ampio, la pellicola risentì della diversità dello yuppismo italiano rispetto all'originale fenomeno statunitense: «quello italiano è evidentemente un rampantismo d'accatto, come d'accatto è l'immaginario che traduce e crea», puntualizzerà nel 2013 lo storico Christian Caliandro.
D'altronde già nel 1986 la critica si era indirizzata verso una simile analisi: Greggio, un venditore d'auto più nullafacente che altro, si limitò a portare al cinema la cifra stilistica, tormentoni inclusi, messa in mostra nel programma televisivo Drive In; Calà, un pubblicitario sulla cresta dell'onda ma fin troppo idealista e romantico, nei duetti con il suo direttore si ritrovò di fatto a replicare un vecchio canovaccio già alla base di un classico di Billy Wilder quale L'appartamento (1960); Boldi, un notaio in qualche modo succube dell'ambiente lavorativo e familiare, diede al suo personaggio una connotazione insicura e indecisa, in costante bilico tra i doveri di marito e i desideri di uomo, quasi a far da contraltare al partner di scena De Sica il quale, andando a interpretare un dentista ambizioso e sfacciatamente latin lover, fu forse l'unico ad avvicinarsi davvero all'estetica, ai modi e soprattutto allo spirito dello yuppismo.
Ma ancora Caliandro constatò come in fondo, più che «giovani spietati» sulla falsariga dei loro coetanei d'oltreoceano, rappresentati con successo negli anni seguenti in pellicole quali Wall Street (1987) o American Psycho (2000), i protagonisti di Yuppies «sono tutti classicamente "figli di papà" – con l'unica eccezione di Jerry Calà [...] che comunque deve pietire al suo anziano capo ogni minima concessione. Gli altri fanno mestieri ereditati dai genitori, o che comportano un investimento minimo di capacità individuali: godono cioè, sin da subito, di un'italianissima rendita di posizione».
Tali scelte di sceneggiatura andarono a inficiare negativamente sul giudizio della pellicola, ciò pur a fronte di un promettente avvio, di tempi comici molto ben studiati nonché del godibile epilogo «a Cortina, di fronte al conto del pranzo consumato all'aperto», dove per Michele Anselmi dell'Unità «dietro quel litigio furibondo occhieggia la perfidia del primo Sordi, lo squallore di un'Italietta che cela, tra le eleganze da designer, l'antica arroganza borghese. Ma è solo un lampo, un'unghiata alla Risi (Dino, s'intende), destinata a suggellare una commediola fragile e un po' tirata via». Il tema dei «rampolli d'una società neocapitalista che ha alle radici pulsioni ancora provinciali» venne ripreso anche da Giovanni Grazzini, al contrario tra le poche voci fuori dal coro, che sul Corriere della Sera promosse la pellicola (nella cui struttura ravvisò somiglianze con un'altra opera dei Vanzina, Vacanze di Natale) lodandone gag e intenti satirici che «spesso arriva[no] a segno, per l'arguta caratterizzazione di quei cretinotti gaudenti» e «per il vivace incrociarsi degli equivoci che riecheggiano la pochade e l'opera buffa», ponendo rilievo anche su Carlo Vanzina e sulla sua direzione «spigliata e comunicativa».
Le parole di Grazzini rimasero all'epoca un caso isolato. Tuttavia con il passare degli anni la pellicola emerse, insieme ad altre dello stesso decennio come Italian Fast Food (1986) e Via Montenapoleone (1987), peraltro entrambe coi fratelli Vanzina alle spalle (rispettivamente alla sceneggiatura nel primo e alla regia, con Carlo, nel secondo), come uno dei migliori spaccati del clima italiano di quel decennio, con «l'arrivismo sociale, la diffusione del cibo americano, le mode giovanili numerose quanto effimere, la presenza dei primi immigrati». Una visione che avallerà nel 2006 anche l'attore, regista e politico Luca Barbareschi, il quale, pur specificando l'essere di fronte a opere «prima di tutto, d'evasione», sosterrà che rivisti poi negli anni, film come Yuppies «hanno però il grandissimo merito di aver raccontato un pezzo dell'Italia».

## Sequel
Sulla scia del successo, Yuppies ha generato sempre nel 1986 un sequel, Yuppies 2, come riportato nei titoli di testa «liberamente ispirato» al primo capitolo (ovvero con alcune incongruenze di continuity), con lo stesso cast principale e sempre su soggetto dei fratelli Vanzina, ma diretto da Enrico Oldoini, e accolto in maniera ancor più favorevole dal pubblico.